# 閻荷婷
閻荷婷（1946年—），台灣女歌手，新竹市人，與大妹閻莉婷同為台灣電視公司《群星會》歌星，曾為中國電視公司數部連續劇演唱主題曲，亦擅長藝術歌曲，有「藝術歌后」之稱。

## 生平

### 早年
閻荷婷出身新竹市樹林頭空軍五村（今樹林頭公園）。閻父起初為中華民國空軍飛機修護人員，後轉任大鵬劇校教務處，能表演胡琴、京劇的小生及老生唱腔。由於父親喜歡京劇，閻荷婷與妹妹閻莉婷受到影響、練就歌喉。閻荷婷高中就讀新竹女中，1962年獲得中國青年救國團藝術歌曲比賽全國冠軍，之後向林福裕學習歌唱。

### 發跡及全盛時期
閻荷婷後來到臺北市從事歌唱事業，起初擔任女高音獨唱、與幸福男聲合唱團錄製唱片，後加入中國廣播公司和幸福女聲合唱團、獲得羅馬獎學金，並在天南廣播電台歌唱比賽中獲得冠軍。1963年起於各大歌廳和《群星會》表演，並成為臺灣電視公司簽約歌手，主持《歌星之夜》。後來也帶領閻莉婷進入歌壇。
1960年起，閻荷婷陸續在幸福唱片、四海唱片、環球唱片、海山唱片、麗歌唱片等公司錄製個人專輯或合輯，擅長藝術歌曲而有「藝術歌后」之稱，也匿名演唱中國電視公司數部連續劇的主題曲。全盛時期在臺北市擁有數棟房產，也資助全家生活。

### 淡出歌壇
由於表演壓力大，閻荷婷出現憂鬱症與焦虑症現象，除需要服用安眠药才能入睡外，也成為離婚因素之一、影響與家人的互動。1981年閻荷婷退出歌壇，1982年她至臺中市經營空軍幼稚園，期間偶爾演出。
閻荷婷26歲時開始長期服用安眠藥，表演高音及從事幼教工作時又過度使用声带，導致1995年時聲帶頭角質化、無法再使用高音表演，開刀亦無法治癒；同時空軍幼稚園被迫關閉，使其罹患嚴重憂鬱症，自我封閉6年，經好友幫助、精神科治療才改善；歌唱方面，根據白光、華怡保的建議，主要表演中低音歌曲。
2007年時，閻荷婷於「2007新竹市眷村藝術季──眷村傳情藝」懷舊國語金曲晚會上演唱1960-70年代流行歌曲。
2009年時閻荷婷居住於臺中，不過由於在新竹成長、武陵社區發展協會理事長黃世禮的邀請，每週通勤擔任協會歌唱班老師，學生大部分是阿媽級；其中一位學生是她的小學老師，已有81歲，是最高齡的學生。

### 脊椎受損及康復
2010年前後，閻荷婷靠教授歌唱、晚會表演維生，月收入約為新臺幣2萬元。然而2010年初她從樓梯摔落、脊椎受傷開刀，膝蓋骨受損又裝人工關節，使其長期疼痛、行動不便、領取輕度殘障證明，僅能靠親人幫忙送餐，偶爾親人忙時僅以饅頭度日，積蓄也因支付醫藥費所剩不多，靠中低收入戶補助過活。
廣告導演范可欽長期久坐輪椅，但持續嘗試各種方式以求站立。他也發起「明星I fine團」組織病痛纏身的資深藝人一起調理腰椎、膝蓋，閻荷婷於參加兩個月後恢復行動能力，體重也有所減輕。

## 作品
- 〈一朵小花〉：《群星會》成名作[8]
- 〈小放牛〉[10]
- 〈岷江夜曲〉[10]
- 〈踏雪尋梅〉[10]
- 〈雨不灑花花不紅〉[10]
- 〈蒙古牧歌〉[10]
- 〈薔薇訴願〉[6]
- 〈東山飄雨西山晴〉[6]
- 〈神祕女郎〉[2]
- 〈三朵花〉[a]
- 〈長白山上〉：中視連續劇《長白山上》主題曲[6]
- 〈我愛羅蘭〉
- 〈鳳凰樹〉
- 〈在那遙遠的地方〉[1]
- 〈凤阳花鼓〉
- 〈燕子〉
- 〈王昭君〉
- 〈紅豆詞〉[6]
- 〈訴心願〉
- 〈滿園春色〉

## 註解
1. ↑  以下根據[1]編寫。